# Tour musicali con il maggiore incasso
Questa è una lista dei tour musicali con maggiore incasso. La lista non è completa e potrebbero mancare dei tour a causa della mancanza di fonti attendibili necessarie. Sono stati aggiunti, solo tour con importi superiori ai $100 milioni di dollari di incasso.

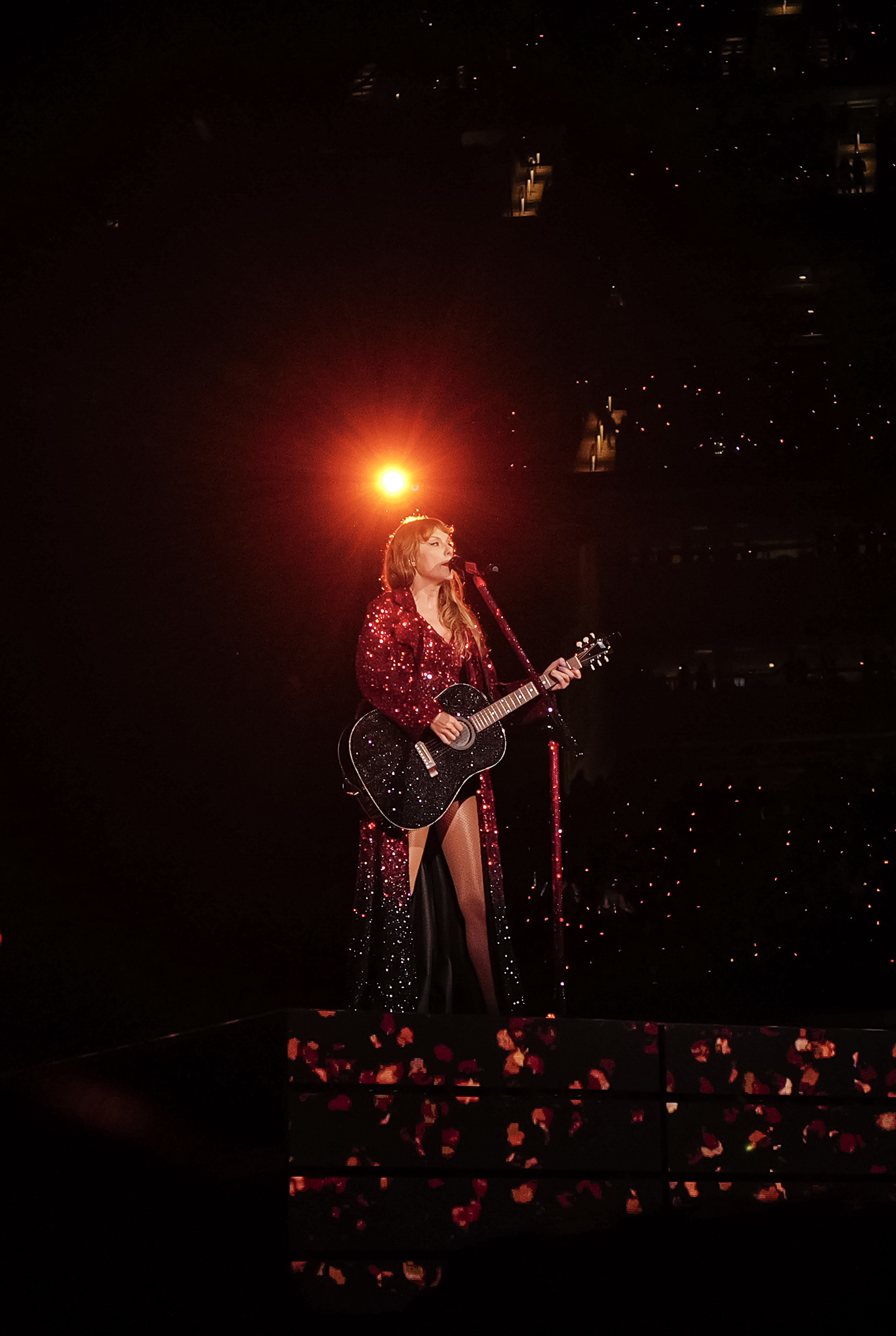
Il The Eras Tour di Taylor Swift è il tour con i maggiori incassi della storia, nonché il solo tour ad aver incassato due miliardi di dollari.

Taylor Swift è l'artista ad aver incassato di più nella storia, per un singolo tour, seguita dai Coldplay, Elton John, Ed Sheeran e gli U2. 
In termini di pubblico invece, il record spetta ai Coldplay, seguiti da Taylor Swift, Ed Sheeran, gli U2 ed Elton John. 
La conversione da dollari ($) in euro (€) è avvenuta in base alla data della fonte citata, arrotondando per eccesso o per difetto. Per tutti i tour antecedenti alla data del 4 gennaio 1999 è stato usato il cambio di quest'ultimo.
In grassetto sono riportati i tour che, una volta completi, hanno detenuto il titolo di tour con il maggior incasso di sempre.

## Top 20 dei tour con maggiore incasso di sempre
L'elenco rappresenta la classifica dei tour con gli incassi maggiori (complessivi, non al netto dell'inflazione).
| Posizione | Incasso in $   | Incasso in €   | Artista            | Nome del Tour                   | Anno          | Spettacoli | Pubblico   | Media incasso (in milioni di $) | Media di pubblico | Note          |
| --------- | -------------- | -------------- | ------------------ | ------------------------------- | ------------- | ---------- | ---------- | ------------------------------- | ----------------- | ------------- |
| 1         | $2.077.618.726 | €1.969.316.182 | Taylor Swift       | The Eras Tour                   | 2023–24       | 149        | 10,168,008 | $13,94                          | 68,241            | [ 2 ]         |
| 2         | $1.145.056.215 | €1.097.942.877 | Coldplay           | Music of the Spheres World Tour | 2022–in corso | 175 (225)  | 10,300,000 | $6,54                           |                   | [ 3 ] [ 4 ]   |
| 3         | $939.100.000   | €865.418.000   | Elton John         | Farewell Yellow Brick Road      | 2018–23       | 330        | 6,100,000  | $2.7                            | 17,986            | [ 5 ]         |
| 4         | $776.200.000   | €721.866.000   | Ed Sheeran         | ÷ Tour                          | 2017–19       | 260        | 8,908,150  | $3.04                           | 34,26             | [ 6 ]         |
| 5         | $736.421.586   | €547.890.294   | U2                 | U2 360º Tour                    | 2009–11       | 110        | 7,272,046  | $6.7                            | 66,11             | [ 7 ]         |
| 6         | $617,300,000   | €574.024.184   | Harry Styles       | Love On Tour                    | 2021–23       | 169        | 5,081,922  | $3.7                            | 30,2              | [ 8 ]         |
| 7         | $592.388.129   | €557.336.523   | Beyoncé            | Renaissance World Tour          | 2023          | 56         | 2,776,854  | $10.35                          | 49,586            | [ 2 ]         |
| 8         | $584.200.000   | €543.343.973   | Guns N' Roses      | Not in This Lifetime... Tour    | 2016–19       | 158        |            | $3.7                            |                   | [ 9 ]         |
| 9         | $558.255.524   | €418.010.571   | The Rolling Stones | A Bigger Bang Tour              | 2005–07       | 144        | 4,680,000  | $3.8                            | 32,5              | [ 7 ]         |
| 10        | $546.515.799   | €507.366.140   | The Rolling Stones | No Filter Tour                  | 2017–21       | 58         | 2,867,799  | $9.42                           | 49,45             | [ 10 ]        |
| 11        | $523.033.675   | €443.590.090   | Coldplay           | A Head Full Of Dreams Tour      | 2016–17       | 122        | 5,389,586  | $4.29                           | 44,18             | [ 11 ]        |
| 12        | $458.673.798   | €336.661.981   | Roger Waters       | The Wall Live                   | 2010–13       | 219        | 4,129,863  | $2.09                           | 18,86             | [ 12 ]        |
| 13        | $441.121.000   | €311.294.678   | AC/DC              | Black Ice World Tour            | 2008–10       | 167        | 4,846,965  | $2.6                            | 29                | [ 13 ]        |
| 14        | $416.900.000   | €387.660.719   | Metallica          | WorldWired Tour                 | 2016–19       | 128        | 4,055,397  | $3.26                           | 31,68             | [ 14 ]        |
| 15        | $417.661.372   | €388.368.692   | Ed Sheeran         | +–=÷× Tour                      | 2022–23       | 77         |            | $5,42                           |                   | [ 15 ]        |
| 16        | $407.713.266   | €285.631.683   | Madonna            | Sticky & Sweet Tour             | 2008–09       | 85         | 3,545,899  | $4.79                           | 41,72             | [ 16 ]        |
| 17        | $397.300.000   | €369.435.365   | Pink               | Beautiful Trauma World Tour     | 2018–19       | 156        | 3,088,647  | $2.55                           | 19,8              | [ 17 ]        |
| 18        | $390.778.581   | €363.306.847   | U2                 | The Joshua Tree Tour 2017       | 2017–19       | 66         | 3,279,712  | $5.92                           | 49,69             | [ 18 ]        |
| 19        | $389.047.636   | €261.510.040   | U2                 | Vertigo Tour                    | 2005–06       | 131        | 4,619,021  | $2.96                           | 35,26             | [ 19 ]        |
| 20        | $367.700.000   | €341.359.811   | Bruno Mars         | 24K Magic World Tour            | 2017–18       | 204        | 3,298,583  | $1.8                            | 16,17             | [ 20 ] [ 21 ] |

## Maggiori incassi per decennio

### 1980-1989
| Posizione | Incasso in $ | Incasso in € | Artista            | Nome del Tour                         | Anno    | Spettacoli | Pubblico  | Media incasso (in milioni di $) | Media di pubblico | Note          |
| --------- | ------------ | ------------ | ------------------ | ------------------------------------- | ------- | ---------- | --------- | ------------------------------- | ----------------- | ------------- |
| 1         | $135,000,000 | €114.513.529 | Pink Floyd         | A Momentary Lapse of Reason Tour      | 1987–89 | 199        | 4,250,000 | 0.68                            | 21,250            | [ 22 ] [ 23 ] |
| 2         | $125,738,964 | €106.657.870 | Michael Jackson    | Bad World Tour                        | 1987–89 | 123        | 4,498,300 | 1.02                            | 36,571            | [ 24 ] [ 25 ] |
| 3         | $98,000,000  | €83.128.340  | The Rolling Stones | Steel Wheels Tour                     | 1989    | 45         | 3,253,563 | 2.18                            | 72,301            | [ 26 ] [ 27 ] |
| 4         | $86,000,000  | €72.949.360  | David Bowie        | Glass Spider Tour                     | 1987    | 86         | 3,000,000 | 1.0                             | 34,884            | [ 28 ]        |
| 5         | $85,000,000  | €72.101.111  | Bruce Springsteen  | Born in the U.S.A. Tour               | 1984–85 | 156        | -         | 0.55                            | -                 | [ 29 ]        |
| 6         | $75,000,000  | €63.618.628  | The Jacksons       | Victory Tour                          | 1984    | 55         | 2,750,000 | 1.36                            | 50,000            | [ 30 ]        |
| 7         | $52,000,000  | €44.108.915  | The Rolling Stones | The Rolling Stones American Tour 1981 | 1981    | 50         | 3,000,000 | 1.04                            | 60,000            | [ 30 ]        |

### 1990-1999
| Posizione | Incasso in $ | Incasso in € | Artista               | Nome del Tour           | Anno    | Spettacoli | Pubblico  | Media incasso (in milioni di $) | Media di pubblico | Note          |
| --------- | ------------ | ------------ | --------------------- | ----------------------- | ------- | ---------- | --------- | ------------------------------- | ----------------- | ------------- |
| 1         | $320,000,000 | €271.439.477 | The Rolling Stones    | Voodoo Lounge Tour      | 1994–95 | 124        | 6,336,776 | 2.6                             | 51,103            | [ 31 ]        |
| 2         | $274,000,000 | €232.420.052 | The Rolling Stones    | Bridges to Babylon Tour | 1997–98 | 108        | -         | -                               | -                 | [ 32 ]        |
| 3         | $250,000,000 | €212.062.092 | Pink Floyd            | The Division Bell Tour  | 1994    | 120        | 6,000,000 | 2.3                             | 45,000            | [ 33 ]        |
| 4         | $173,610,864 | €147.265.132 | U2                    | PopMart Tour            | 1997–98 | 93         | 3,936,841 | 1.8                             | 42,332            | [ 34 ]        |
| 5         | $165,000,000 | €119.849.235 | Michael Jackson       | HIStory World Tour      | 1996–97 | 82         | 4,500,000 | 2.01                            | 54,878            | [ 35 ]        |
| 6         | $142,700,000 | €121.045.042 | Eagles                | Hell Freezes Over Tour  | 1994–95 | -          | -         | -                               | -                 | [ 36 ] [ 37 ] |
| 7         | $74,000,000  | €62.770.379  | New Kids on the Block | The Magic Summer Tour   | 1990    | -          | 3,291,987 | -                               | -                 | [ 27 ]        |
| 8         | $72,427,148  | €61.436.210  | U2                    | Zoo TV Tour             | 1992–93 | 157        | 2,482,802 | 29.171                          | -                 | [ 34 ]        |
| 9         | $70,000,000  | €59.377.386  | Madonna               | The Girlie Show Tour    | 1993    | 39         | -         | 1.79                            | -                 | [ 38 ]        |
| 10        | $65,000,000  | €55.136.143  | Janet Jackson         | Rhythm Nation 1814 Tour | 1990    | 117        | 2,000,000 | -                               | -                 | [ 39 ] [ 40 ] |
| 11        | $62,700,000  | €53.185.173  | Madonna               | Blond Ambition Tour     | 1990    | 57         | -         | 1.1                             | -                 | [ 41 ]        |

### 2000-2009
| Posizione | Incasso in $ | Incasso in € | Artista                 | Nome del Tour                       | Anno    | Spettacoli | Pubblico  | Media incasso (in milioni di $) | Media di pubblico | Note          |
| --------- | ------------ | ------------ | ----------------------- | ----------------------------------- | ------- | ---------- | --------- | ------------------------------- | ----------------- | ------------- |
| 1         | $558,255,524 | €418.010.571 | The Rolling Stones      | A Bigger Bang Tour                  | 2005–07 | 144        | 4,680,000 | 3.8                             | 32,500            | [ 7 ]         |
| 2         | $407,713,266 | €285.631.683 | Madonna                 | Sticky & Sweet Tour                 | 2008–09 | 85         | 3,545,899 | 4.79                            | 41,716            | [ 16 ]        |
| 3         | $389,047,636 | €261.510.040 | U2                      | Vertigo Tour                        | 2005–06 | 131        | 4,619,021 | 2.96                            | 35,259            | [ 19 ]        |
| 4         | $358,825,665 | €243.535.811 | The Police              | The Police Reunion Tour             | 2007–08 | 156        | 3,300,912 | 2.3                             | 21,160            | [ 42 ]        |
| 5         | $311,000,000 | $233.685.400 | The Rolling Stones      | Licks Tour                          | 2002–03 | 115        | 3,470,945 | 2.6                             | 30,182            | [ 32 ]        |
| 6         | $279,200,000 | €196.702.832 | Céline Dion             | Taking Chances Tour                 | 2008–09 | 132        | 2,600,000 | 2.1                             | 27,424            | [ 13 ] [ 43 ] |
| 7         | $250,000,000 | €194.355.905 | Cher                    | Living Proof: The Farewell Tour     | 2002–05 | 326        | 3,500,000 | 0.6                             | 10,800            | [ 44 ]        |
| 8         | $235,000,000 | €165.364.858 | Bruce Springsteen       | Magic Tour                          | 2007–08 | 100        | 2,198,353 | 2.4                             | 21,983            | [ 45 ]        |
| 9         | $221,500,000 | €177.214.177 | Bruce Springsteen       | The Rising Tour                     | 2002–03 | 120        | 3,232,384 | 1.8                             | 31,081            | [ 46 ]        |
| 10        | $210,650,974 | €148.230.911 | Bon Jovi                | Lost Highway Tour                   | 2007–08 | 99         | 2,157,675 | 2.1                             | 21,794            | [ 45 ]        |
| 11        | $194,754,447 | €152.247.066 | Madonna                 | Confessions Tour                    | 2006    | 60         | 1,210,294 | 3.2                             | 20,171            | [ 47 ] [ 48 ] |
| 12        | $167,000,000 | €117.655.347 | Bruce Springsteen       | Working on a Dream Tour             | 2009    | 80         | 1,831,770 | 2.1                             | 22,897            | [ 13 ]        |
| 13        | $145,472,379 | €111.541.465 | U2                      | Elevation Tour                      | 2001    | 112        | 2,179,642 | 1.29                            | 19,461            | [ 34 ]        |
| 14        | $141,000,000 | €103.433.099 | Tim McGraw e Faith Hill | Soul2Soul II Tour                   | 2006–07 | 117        | 1,673,667 | 1.2                             | 14,304            | [ 49 ]        |
| 15        | $131,800,000 | €92.856.136  | Britney Spears          | The Circus: Starring Britney Spears | 2009    | 97         | 1,500,000 | 1.4                             | 15,488            | [ 13 ]        |
| 16        | $131,388,461 | €104.641.973 | Bon Jovi                | Have a Nice Day Tour                | 2005–06 | 89         | 1,823,834 | 1.7                             | 23,382            | [ 48 ]        |
| 17        | $129,059,653 | €90.720.971  | Genesis                 | Turn It On Again: The Tour          | 2007    | 46         | 1,262,393 | 2.8                             | 27,443            | [ 50 ]        |
| 18        | $126,800,000 | €86.358.374  | Justin Timberlake       | FutureSex/LoveShow                  | 2007    | 119        | 1,600,000 | 1                               | 13,445            | [ 51 ]        |
| 19        | $126,165,542 | €88.413.134  | Paul McCartney          | Driving World Tour                  | 2002    | 58         | 988,077   | 2.2                             | 17,036            | [ 52 ] [ 53 ] |
| 20        | $124,790,787 | €95.735.165  | Madonna                 | Re-Invention Tour                   | 2004    | 56         | 896,787   | 2.1                             | 16,428            | [ 54 ]        |
| 21        | $108,760,809 | €115.420.576 | Tina Turner             | Twenty Four Seven Tour              | 2000    | 121        | 2,000,000 | 54,3                            | 16,529            | [ 55 ]        |

### 2010-2019
| Posizione | Incasso in $ | Incasso in € | Artista            | Nome del Tour                            | Anno      | Spettacoli | Pubblico  | Media incasso (in milioni di $) | Media di pubblico | Note          | Note          |
| --------- | ------------ | ------------ | ------------------ | ---------------------------------------- | --------- | ---------- | --------- | ------------------------------- | ----------------- | ------------- | ------------- |
| 1         | $736,421,584 | €547.890.294 | U2                 | U2 360º Tour                             | 2009–11   | 110        | 7,272,046 | 6.7                             | 66,110            | [ 7 ]         |               |
| 2         | $458,673,798 | €336.661.981 | Roger Waters       | The Wall Live                            | 2010–13   | 219        | 4,129,863 | 2.09                            | 18,858            | [ 56 ]        | [ 56 ]        |
| 3         | $441,121,000 | €311.294.678 | AC/DC              | Black Ice World Tour                     | 2008–10   | 167        | 4,846,965 | 2.6                             | 29,023            | [ 13 ]        | [ 13 ]        |
| 4         | $413.637.518 | €353,324,949 | Coldplay           | A Head Full of Dreams Tour               | 2016-17   | 95(123)    | 4,370,956 | 4.35                            | 46,010            | [ 57 ]        | [ 57 ]        |
| 5         | $355,600,000 | €268.371.320 | Bruce Springsteen  | Wrecking Ball World Tour                 | 2012–13   | 127        | 3,650,535 | 2.8                             | 28,744            | [ 58 ] [ 59 ] | [ 58 ] [ 59 ] |
| 6         | $345.508.470 | €337.445.216 | Taylor Swift       | Taylor Swift's Reputation Stadium Tour   | 2018      | 53         | 2.545.379 | 6.5                             | 48.026            |               |               |
| 7         | $325,100,000 | €242.446.576 | Cirque du Soleil   | Michael Jackson: The Immortal World Tour | 2011–13   | 407        | 2,985,324 | 0.79                            | 7,335             | [ 60 ]        | [ 60 ]        |
| 8         | $305,158,363 | €229.295.994 | Madonna            | MDNA Tour                                | 2012      | 88         | 2,212,345 | 3.47                            | 25,140            | [ 32 ]        | [ 32 ]        |
| 9         | $259,500,000 | €188.723.970 | Bon Jovi           | Because We Can - The Tour                | 2013      | 97         | 2,657,502 | 2.67                            | 27,397            | [ 61 ]        | [ 61 ]        |
| 10        | $256,084,556 | €234.586.257 | Beyoncé            | The Formation World Tour                 | 2016      | 49         | 2,242,099 | 5.23                            | 45,757            |               |               |
| 11        | $251,112,882 | €180.436.072 | Eagles             | Long Road Out Of Eden Tour               | 2008–11   | 155        | 2,001,773 | 1.6                             | 12,915            | [ 13 ]        | [ 13 ]        |
| 12        | $253,514,982 | €232.232.399 | Beyoncé & Jay-Z    | On the Run II Tour                       | 2018      | 48         | 2,177,049 | 5.28                            | 45,355            |               |               |
| 13        | $250,000,000 | €211.984.734 | Taylor Swift       | The 1989 World Tour                      | 2015      | 85         | 2,278,647 | 3                               | 26,808            |               |               |
| 14        | $230,000,000 | €203,000,008 | BTS                | Love Youself Speak Yourself World Tour   | 2018-2019 |            | 1,800,000 |                                 |                   |               |               |
| 15        | $227,400,000 | €155.796.109 | Lady Gaga          | The Monster Ball Tour                    | 2009–11   | 201        | 2,500,000 | 1.13                            | 12,438            | [ 62 ]        | [ 62 ]        |
| 16        | $219,229,461 | €200.825.148 | Beyoncé            | The Mrs. Carter Show World Tour          | 2013-14   | 132        | 1.928.590 | 1,66                            | 14,611            |               |               |
| 17        | $217,245,629 | €153.573.893 | Metallica          | World Magnetic Tour                      | 2008–10   | 187        | 2,699,211 | 1.4                             | 16,976            | [ 63 ]        | [ 63 ]        |
| 18        | $209,200,000 | €151.954.303 | Justin Bieber      | Believe Tour                             | 2012–13   | 133        | 2,398,514 | 1.57                            | 18,033            | [ 58 ] [ 61 ] | [ 58 ] [ 61 ] |
| 19        | $201,000,000 | €141.609.131 | Bon Jovi           | The Circle Tour                          | 2010      | 85         | 1,909,234 | 2.8                             | 36,023            | [ 13 ]        | [ 13 ]        |
| 20        | $185,175,360 | €145.786.612 | Take That          | Progress Live                            | 2011      | 35         | 1,806,473 | 5.3                             | 51,613            | [ 64 ]        | [ 64 ]        |
| 21        | $182,939,014 | €132.433.211 | Pink               | The Truth About Love Tour                | 2013–14   | 142        | 1,984,351 | 1.3                             | 13,974            | [ 61 ] [ 65 ] | [ 61 ] [ 65 ] |
| 22        | $181,100,000 | €131.706.786 | Lady Gaga          | The Born This Way Ball                   | 2012–13   | 98         | 1,761,069 | 2.0                             | 19,334            | [ 58 ] [ 59 ] | [ 58 ] [ 59 ] |
| 23        | $149,278,271 | €112.696.868 | Pink               | Funhouse Tour                            | 2009–10   | 185        | 3,000,000 | 1.36                            | 20,200            | [ 66 ]        | [ 66 ]        |
| 24        | $147,188,828 | €112.426.541 | Coldplay           | Mylo Xyloto Tour                         | 2011–12   | 86         | 1,811,787 | 2.1                             | 27,041            | [ 67 ]        | [ 67 ]        |
| 25        | $145.895.695 | €119.963.000 | Ariana Grande      | Sweetener World Tour                     | 2019      | 101        | 1.168.529 | 1,5                             | 13,000            |               |               |
| 26        | $142,977,988 | €99.063.249  | Bon Jovi           | Bon Jovi Live                            | 2011      | 59         | 1,519,598 | 2.5                             | 26,659            | [ 68 ]        | [ 68 ]        |
| 27        | $140,118,252 | €103.058.438 | Rihanna            | Diamonds World Tour                      | 2013      | 96         | 1,627,935 | 1.53                            | 17,889            | [ 69 ]        | [ 69 ]        |
| 28        | $126,000,000 | €97.803.307  | The Rolling Stones | 50 & Counting                            | 2012–13   | 23         | -         | -                               | -                 | [ 70 ]        | [ 70 ]        |
| 29        | $126,000,000 | €88.056.468  | Coldplay           | Viva la Vida Tour                        | 2008–10   | 111        | 1,700,000 | 1.3                             | 18,085            | [ 71 ]        | [ 71 ]        |
| 30        | $123,101,131 | €92.169.161  | Taylor Swift       | Speak Now World Tour                     | 2011–12   | 110        | 1,650,083 | 1.12                            | 15,000            | [ 72 ]        | [ 72 ]        |

### 2020-2029

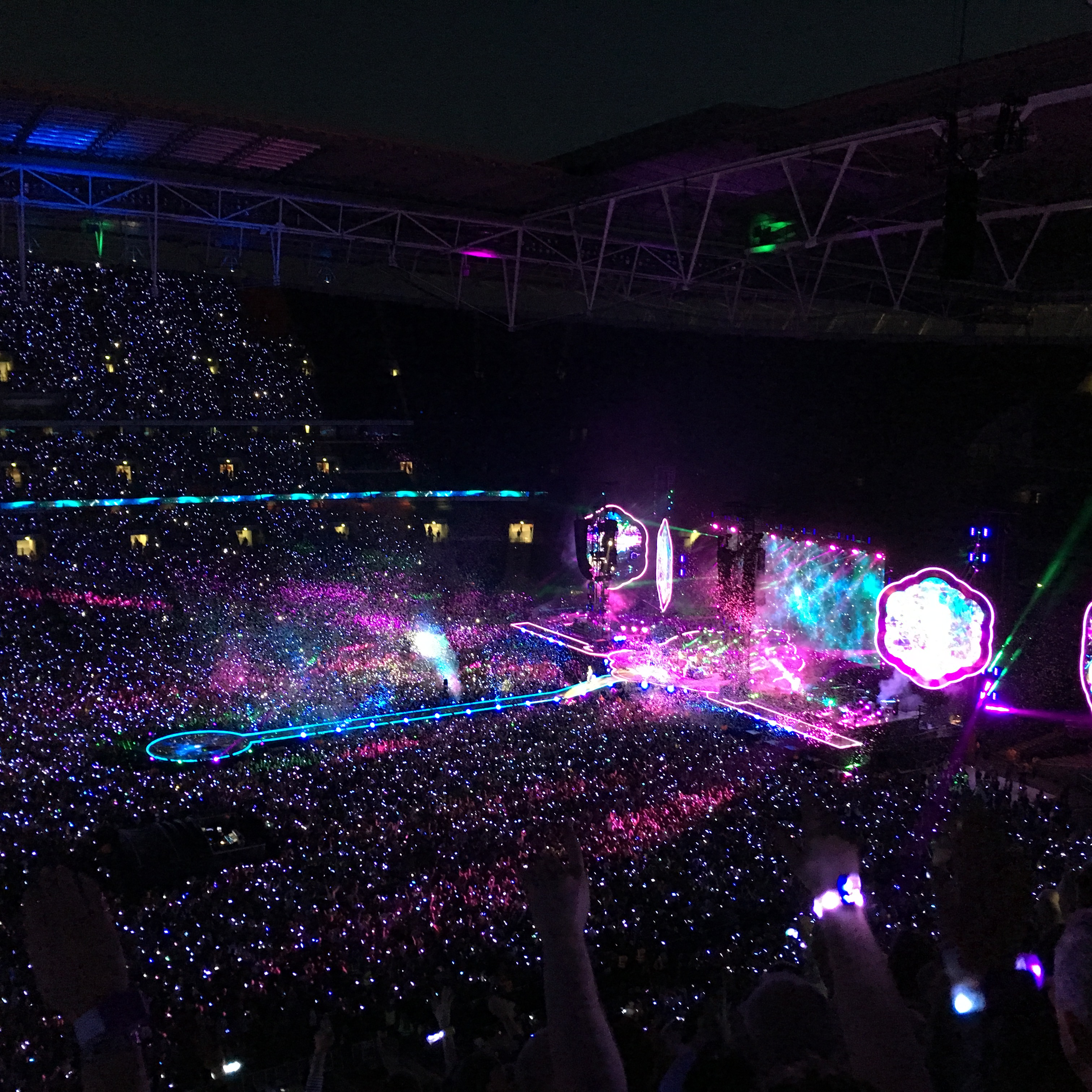
I Coldplay durante l'A Head Full of Dreams Tour.

| Posizione | Incasso in $   | Incasso in €   | Artista                                | Nome del Tour                           | Anno          | Spettacoli | Media incasso | Note        |
| --------- | -------------- | -------------- | -------------------------------------- | --------------------------------------- | ------------- | ---------- | ------------- | ----------- |
| 1         | $2.077.618.725 | €1,966,050,599 | Taylor Swift                           | The Eras Tour                           | 2023–2024     | 149        | $13,943,750   | [ 2 ]       |
| 2         | $1,145,056,215 | €1,097,942,877 | Coldplay                               | Music of the Spheres World Tour         | 2022–2025     | 225        | $5,089,139    | [ 3 ] [ 4 ] |
| 3         | $653,736,128   | €573,705,751   | Ed Sheeran                             | +–=÷x Tour                              | 2022–2025     | 165        | $3,962,037    | [ 74 ]      |
| 4         | $630,792,517   | €553,570,897   | Bruce Springsteen con la E Street Band | Springsteen and E Street Band 2023 Tour | 2023–2025     | 130        | $4,852,250    | [ 2 ]       |
| 5         | $617,300,000   | €541,730,134   | Harry Styles                           | Love On Tour                            | 2021–2023     | 169        | $3,652,663    | [ 75 ]      |
| 6         | $584,700,000   | €513,121,026   | Pink                                   | Summer Carnival                         | 2023–2024     | 97         | $6,027,835    | [ 76 ]      |
| 7         | $579,800,000   | €508,820,884   | Beyoncé                                | Renaissance World Tour                  | 2023          | 56         | $10,353,571   | [ 77 ]      |
| 8         | $471,400,000   | €413,691,212   | Elton John                             | Farewell Yellow Brick Road              | 2020–2023     | 136        | $3,466,176    |             |
| 9         | $390,800,000   | €342,958,264   | Red Hot Chili Peppers                  | Unlimited Love Tour                     | 2022–2024     | 119        | $3,284,034    | [ 78 ]      |
| 10        | $386,325,455   | €339,031,493   | The Weeknd                             | After Hours til Dawn Tour               | 2022–2025     | 111        | $3,480,410    | [ 77 ]      |
| 11        | $320,500,000   |                | Drake con 21 Savage e J. Cole          | It's All a Blur Tour                    | 2023–2024     | 80         |               | [ 2 ]       |
| 12        | $314,445,480   | €294,902,693   | Bad Bunny                              | World's Hottest Tour                    | 2022          | 43         | $7,304,651    | [ 79 ]      |
| 13        | $300,120,000   | €263,379,310   | Morgan Wallen                          | One Night at a Time World Tour          | 2023–2024     | 87         | $3,449,655    | [ 2 ]       |
| 14        | $225,580,345   |                | Madonna                                | Celebration Tour                        | 2023-2024     | 81         |               |             |
| 15        | $205,000,000   |                | Daddy Yankee                           | La Última Vuelta World Tour             | 2022          | 86         |               | [ 80 ]      |
| 16        | $175,509,586   |                | Def Leppard e Mötley Crüe              | The Stadium Tour                        | 2022          | 36         |               | [ 81 ]      |
| 17        | $148,363,176   |                | Guns N' Roses                          | Guns N' Roses 2020 Tour                 | 2020–in corso | 52         |               |             |
| 18        | $135,259,120   |                | Kenny Chesney                          | Here and Now Tour                       | 2022          | 41         |               |             |
| 19        | $120,755,554   |                | The Rolling Stones                     | Sixty                                   | 2022          | 14         |               |             |
| 20        | $116,785,983   |                | Bad Bunny                              | El Último Tour del Mundo 2022           | 2022          | 35         |               |             |
| 21        | $112,394,525   |                | Lady Gaga                              | The Chromatica Ball                     | 2022          | 20         |               |             |
| 22        | $109,407,999   |                | Morgan Wallen                          | The Dangerous Tour                      | 2022          | 55         |               |             |
| 23        | $105,077,787   |                | Paul McCartney                         | Got Back                                | 2022          | 16         |               |             |
| 24        | $100,288,913   |                | Genesis                                | The Last Domino? Tour                   | 2021–2022     | 47         |               |             |

## Top degli artisti con il maggiore incasso complessivo di tutti i tour

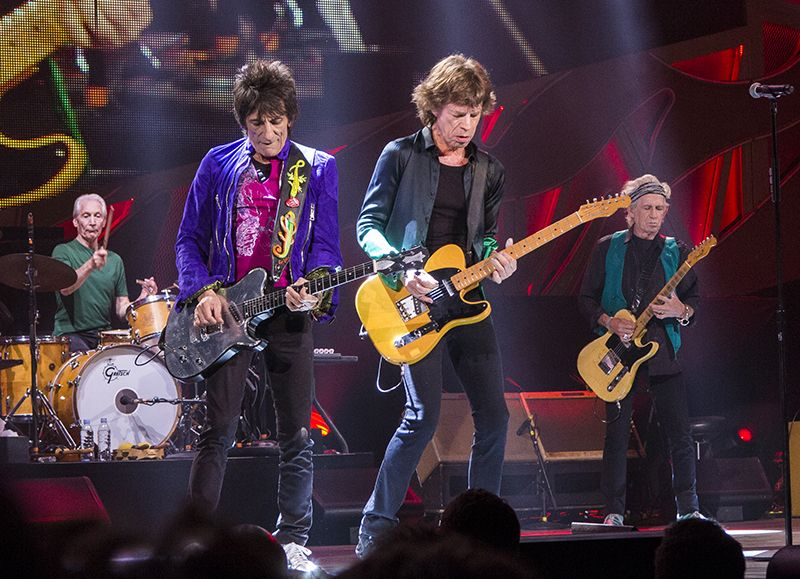
I Rolling Stones sono il gruppo ad aver incassato di più nella storia grazie ai loro 48 tour.

| Posizione | Incasso in $ (in miliardi) | Artista            | Anni      | Tour |
| --------- | -------------------------- | ------------------ | --------- | ---- |
| 1         | $3,10                      | Taylor Swift       | 2004–2024 | 6    |
| 2         | $2,40                      | The Rolling Stones | 1963–2022 | 48   |
| 3         | $2,30                      | U2                 | 1979–2019 | 17   |
| 4         | $2,16                      | Coldplay           | 2000–2025 | 8    |
| 5         | $2,15                      | Bruce Springsteen  | 1974–2025 | 20   |
| 6         | $2,00                      | Elton John         | 1970–2023 | 49   |
| 7         | $1,68                      | Metallica          | 1983–2025 | 39   |
| 8         | $1,62                      | Madonna            | 1985–2024 | 12   |
| 9         | $1,60                      | Beyoncé            | 2003–2025 | 13   |
| 10        | $1,50                      | Pink               | 2002–2024 | 9    |